# Wiedźmin: Racja stanu
Trwa reanimacja tego artykułu/biogramu. Pomóż go nam poprawić.
Wiedźmin: Racja stanu – komiks autorstwa Michała Gałka (scenariusz) oraz Arkadiusza Klimka i Łukasza Pollera (grafika), oparty na twórczości Andrzeja Sapkowskiego, wydany w dwóch częściach w 2011 roku.

## Bohaterowie
- Geralt z Rivii
- Baron Bryton de Creigiau – bohater spod Sodden, władca Creigiau
- Lady Séarlait de Creigiau – żona barona Brytona
- Anton de Creigiau Młodszy – przyrodni brat Brytona de Creigiau
- Lazare – kasztelan spowinowacony z rodem Creigiau przez małżeństwo z kuzynką ojca barona, Éanną
- Marcas – syn kasztelana Lazare, giermek Brytona, przyjaciel swego wuja, Antona Młodszego
- Hurgan Bolt – krasnolud, przyjaciel rodu Creigiau; u boku barona Brytona brał udział w wojnie z Nilfgaardem, obecnie jest starszym cechu drwali
- Doireann – brat lady Séarlait de Creigiau